# Гемизигота
Гемизиго́тным называют диплоидный организм, у которого имеется только один аллель данного гена или один сегмент хромосомы вместо обычных двух. Для организмов, у которых гетерогаметный пол мужской (как у людей и большинства млекопитающих), почти все гены, связанные с X-хромосомой, гемизиготны у самцов, так как у самцов в норме имеется только одна X-хромосома. Гемизиготное состояние аллелей или хромосом используется в генетическом анализе с целью поиска места локализации генов, ответственных за какой-либо признак.
Гемизиготное состояние может возникнуть вследствие анеуплоидии и делеций. В норме оно характерно для генов, локализующихся в половых хромосомах у особей гетерогаметного пола. Рецессивные аллели (мутации) в гемизиготном состоянии проявляются фенотипически, что используют, например, при оценке мутагенности анализируемых факторов. У человека гемизиготными по генам в Х-хромосоме являются мужчины, поэтому рецессивные наследственные заболевания, обусловленные такими генами (гемофилия, цветовая слепота, мышечная дистрофия и др.), встречаются чаще у мужчин, чем у женщин.